# Dagelijkse gang

De dagelijkse gang van de inkomende en uitgezonden straling. Onder meer door convectie ligt de piek van de uitgezonden aardse straling 3 tot 4 uur na 12 uur zonnetijd.

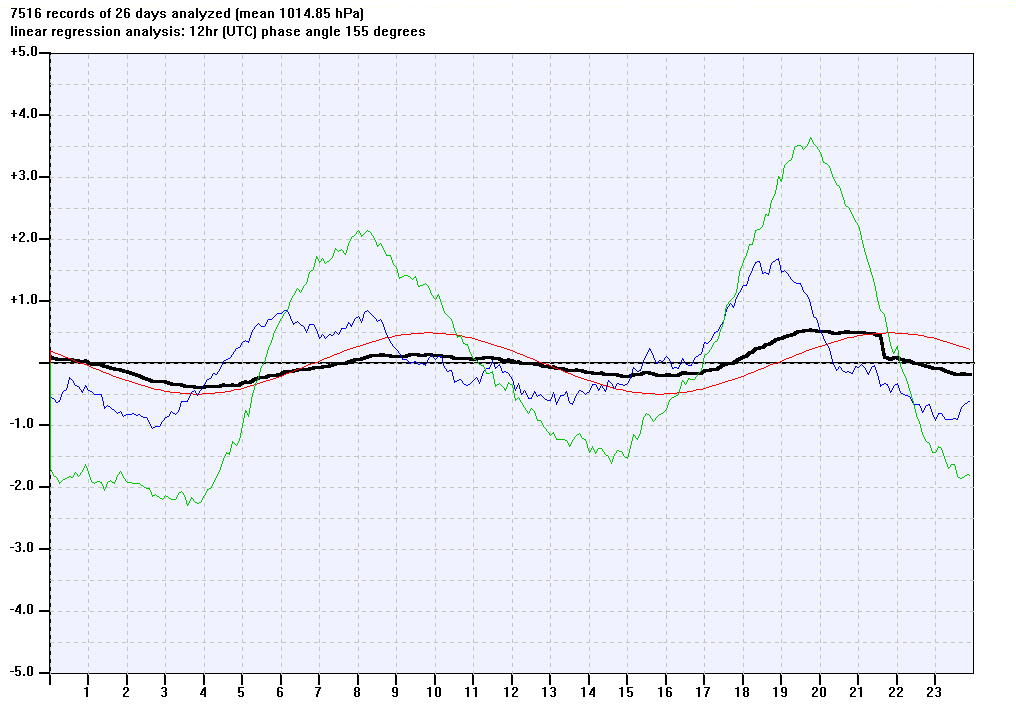
De dubbeldaagse gang van de luchtdruk.

De dagelijkse gang is het verloop van het weer gedurende een dag onder invloed van de zon. De dagelijkse gang is te herkennen in het verloop van de zonnestraling, aardse straling, luchttemperatuur, wind, bewolking en de luchtvochtigheid. Bij de luchtdruk is sprake van een dubbeldaagse gang. Vooral in de tropen is deze goed te herkennen op een barograaf doordat hier de niet-periodieke veranderingen van de druksystemen gering zijn.
Onder invloed van de zon warmt de aarde op. De ontvangen hoeveelheid zonnestraling begint vanaf zonsopkomst, bereikt een maximum rond het middaguur en neemt daarna weer af tot aan zonsondergang. De aarde straalt een deel van deze warmte weer uit als aardse straling. Omdat dit effect naijlt, warmt de aarde ook na het middaguur nog op. Hierdoor warmt ook de lucht op en kan het karakter van de luchtmassa veranderen. Met het stijgen van de temperatuur neemt de luchtvochtigheid af. Op dagen met weinig of geen bewolking is de invloed op het massakarakter het grootst. Overdag is de lucht te beschouwen als koude massa omdat de temperatuur van het aardoppervlak hoger is dan die van de lucht. Tijdens de avond en nacht daalt de temperatuur van het aardoppervlak onder die van de lucht en verandert de lucht in warme massa.
In de koude massa is de onderste laag van de atmosfeer onstabiel, zodat opgewarmde luchtbellen opstijgen. Deze convectie doet de turbulentie toenemen. Gedurende de ochtend neemt de windsnelheid toe om enkele uren na de hoogste zonnestand een maximum te bereiken. Enkele uren voor zonsopkomst is de windsnelheid het laagst. De convectie zorgt ook voor wolkenvorming.
Vooral in equatoriale streken ontstaat door de dagelijkse gang een land- en zeewind doordat het zeeoppervlak veel minder opwarmt, zodat de dagelijkse gang daar gering is.